# Heaviest
Heaviest é uma banda brasileira de rock formada em 2014 no ABC Paulista.

## História

### Início da trajetória
No final de 2014, o vocalista Mario Pastore (Pastore, ex-Delpth, Hamlet, Acid Storm) se uniu a Guto Mantesso (guitarra), Marcio Eidt (guitarra), Renato Dias (contrabaixo) e Vito Montanaro (bateria) para formar a banda Heaviest.
Em 2015, lançam o álbum de estreia Nowhere, que no Brasil foi lançado pela MS Metal Records, com distribuição da Voice Music (Nuclear Blast). Após o lançamento mundial do álbum pelo selo alemão Power Prog, a Heaviest obteve grande repercussão na mídia especializada, concedendo entrevistas a rádios, revistas, jornais e blogs dos cenários nacional e internacional. Na votação popular de “Melhores do Ano Nacional” do site especializado Whiplash, a Heaviest esteve entre os 15 melhores nas categorias “Melhor Banda”, “Melhor Álbum”, “Melhor Capa”, “Melhor Vocalista”, “Melhor Guitarrista” e “Melhor Baterista”. A banda também foi considerada uma das grandes promessas do rock nacional por redes de TV, que vincularam faixas do álbum em seus programas.
Como estratégia de divulgação do disco foram gravados dois videoclipes: “Nowhere”, que dá título ao álbum; e “Decisions”, que escancara a diversidade de influências pela qual a banda navega.
A boa repercussão continuou no início de 2016, quando a banda teve uma das suas músicas incluídas no jogo de grande sucesso Guitar Flash, com mais de um milhão de acessos. No mesmo ano, a Heaviest se apresentou em diversas cidades de São Paulo e fez turnê pela América Latina ao lado de grandes nomes do rock e do heavy metal, como Dr. Sin, Andre Matos e Warrel Dane.
Os shows da turnê “Nowhere” continuaram durante 2017 por todo o país. Ao final do ano, a Heaviest iniciou as gravações e produção do segundo álbum The Wall Of Chaos-t, lançado em março de 2018 e que recebeu críticas bastante positivas do público e mídia especializada.

### Inovação
Com o intuito de inovar e modernizar ainda mais o som da Heaviest, no fim de 2017 a banda fez algumas alterações e trouxe para o time o vocalista Alax William, frontman também da banda Confessori, ao lado do ex-baterista do Angra e Shaman Ricardo Confessori. Considerado uma das vozes mais versáteis da atualidade, segundo grandes nomes da música e portais de mídia especializados, e o "Melhor Vocalista Nacional" de 2017 pelo veículo "Metal Na Lata", o cantor e compositor possui mais de 20 anos de experiência e vem contribuindo, desde a sua chegada à banda, com composições, arranjos e produção do disco The Wall Of Chaos-t. O conceito, direção de arte e design também foram desenvolvidos pelo artista.
O grupo lançou em 23 de julho de 2018 o seu segundo álbum The Wall Of Chaos-t, baseado em temática realista na busca de sensibilizar e chamar a atenção dos ouvintes para assuntos globais da atualidade, como assédio virtual, depressão, guerras, intolerância religiosa e política. The Wall Of Chaos-t foi a forma encontrada pela banda de contribuir para a conscientização de assuntos que não recebem a visibilidade que deveriam. “O objetivo é alcançar pessoas que estão longe de determinados problemas e mostrar que eles existem há anos e não são só temas de ficção tratados nos filmes”, diz Alax William.
Na opinião dos integrantes Guto Mantesso, Vito Montanaro e Renato Dias, a entrada de Alax William superou as expectativas. "O empenho pessoal e profissional, ele como ser humano e toda a sua ideologia para o conceito do novo álbum nos surpreenderam. Só temos a agradecer por isso”, afirma Guto Mantesso.

### Segundo disco é lançado com participações especiais (2018)
Coproduzido pelo renomado artista Roy Z, que assina trabalhos de gigantes do heavy metal mundial, como Bruce Dickinson, Helloween, Sepultura, Judas Priest etc., o CD trouxe ainda participações especiais do lendário vocalista norte-americano Zak Stevens (Savatage, Circle II Circle e Trans-Siberian Orchestra) na faixa "Hunted"; do virtuoso guitarrista finlandês Matias Kupiainen (Stratovarius) em "Can't You See"; e do guitarrista brasileiro Lucas Bittencourt na música “All Of This”.
A primeira ação em prol da divulgação do novo disco veio em março de 2018, com o lançamento do videoclipe “Fire It Up”, superprodução que envolveu mais de 50 especialistas distribuídos em projeto, infraestrutura, montagem, iluminação, sonorização, captação de imagens, coordenação e edição.
The Wall Of Chaos-t foi distribuído pela Shinigami Records.